# Jürgen Schrempp

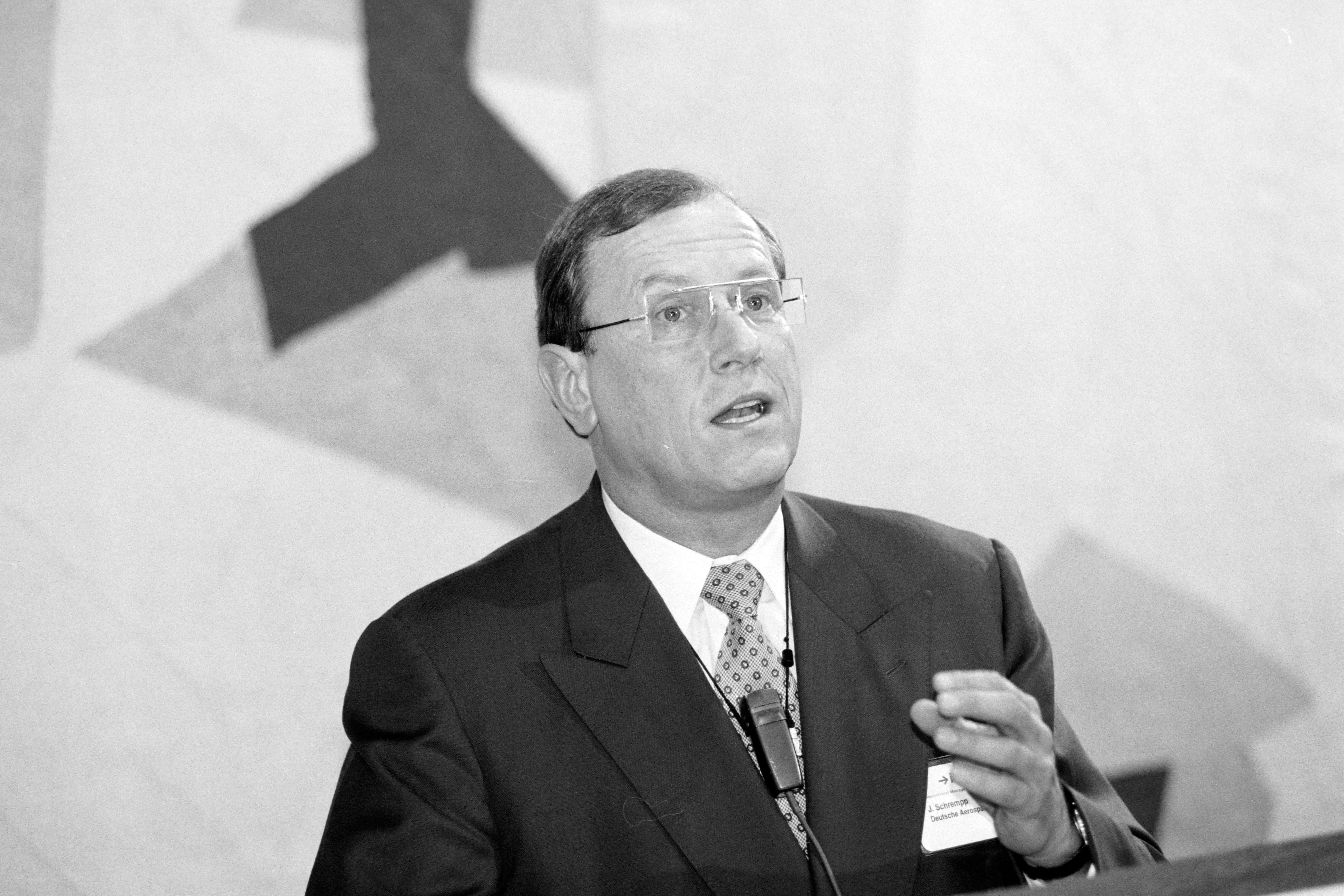
Jürgen Schrempp am St. Gallen Symposium (1993)

Jürgen Erich Schrempp (* 15. September 1944 in Freiburg im Breisgau) ist ein deutscher Manager. Er war von Mai 1995 bis Dezember 2005 Vorstandsvorsitzender der Daimler-Benz AG und der DaimlerChrysler AG.

## Beruflicher Werdegang

### Aufstieg bei Daimler-Benz
Nach einer Ausbildung zum Kfz-Mechaniker bei der damaligen Daimler-Benz AG studierte Schrempp an der Ingenieurschule in Offenburg, der Vorgängereinrichtung der Hochschule Offenburg, machte 1967 einen Abschluss als Ingenieur und wurde dann wieder bei der Daimler-Benz AG eingestellt. 1974 ging er nach Südafrika und war bis 1987 im Management der dortigen Konzerntochter Mercedes-Benz of South Africa tätig, mit einer Unterbrechung von 1982 bis 1984, als er in den USA erfolgreich die Nutzfahrzeugtochter Euclid Trucks sanierte.

### Vorstandsvorsitz DASA
1989 wurde er Vorstandsvorsitzender der neu gebildeten Konzerntochter DASA. Um deren Verluste zu reduzieren, begann er ein hartes Kostensenkungsprogramm, „Dolores“ (Dollar Low Rescue) genannt. 16.000 Angestellte wurden entlassen und mehrere Standorte geschlossen. Schrempp verantwortete 1993 den Kauf des niederländischen Flugzeugherstellers Fokker, der nach einigen Jahren mit einem Verlust von 5,5 Milliarden DM wieder abgestoßen wurde. Er war der Kontrahent von Martine Dornier-Tiefenthaler im Rechtsstreit um die nicht nachvollziehbare Zerschlagung des Flugzeugbauers Dornier, die er als DASA-Chef begonnen hatte und nur durch Zahlungen weiterer hoher Entschädigungen in dreistelliger Millionenhöhe durch Daimler-Benz an die früheren Dornier-Eigner legalisieren konnte.

### Vorstandsvorsitz Daimler-Benz
1995 musste Edzard Reuter den Vorstandsvorsitz der Daimler-Benz AG aufgeben. Als sein Nachfolger wurde Schrempp bestellt. Dieser nahm Abschied von Reuters Konzept eines „integrierten Technologiekonzerns“ und begann stattdessen, das Autogeschäft wieder in den Mittelpunkt zu stellen.
Mitte der 1990er Jahre polarisierte Schrempp die öffentliche Diskussion über Wirtschafts- und Sozialpolitik erheblich und provozierte vor allem Unions-Politiker. Empörung löste insbesondere seine öffentliche Ankündigung aus, bis zur Jahrtausendwende werde sein Unternehmen in Deutschland keinen Pfennig Ertragsteuern zahlen. Er sagte: „Von uns kriegt ihr nichts mehr“.

### Vorstandsvorsitz DaimlerChrysler
Unter seiner Regie fand 1998 der Zusammenschluss der Daimler-Benz AG mit dem US-amerikanischen Konzern Chrysler zu DaimlerChrysler statt. Schrempp setzte Beteiligungen des Konzerns an den asiatischen Autoherstellern Mitsubishi Motors mit 37 % und Hyundai Motor Company mit 10 % durch.
Da insbesondere die Beteiligung an Mitsubishi Motors sich zunehmend als verlustreich erwies, geriet Schrempp während seiner Amtszeit immer mehr in die Kritik der Aktionäre und der öffentlicher Meinung. Zu seinen schärfsten Kritikern zählen unter anderem der Freiburger Lehrer und Buchautor Jürgen Grässlin und der Würzburger Wirtschaftswissenschaftler Ekkehard Wenger.
Trotzdem verlängerte der von Hilmar Kopper geleitete Aufsichtsrat seinen Vertrag als Vorstandsvorsitzender im April 2004 um vier Jahre. Allerdings beschloss der Vorstand gegen den Willen Schrempps, das Engagement bei Mitsubishi Motors zu beenden.
Das Manager Magazin schätzte Schrempps Jahreseinkommen inklusive Aktienoptionen für das Jahr 2002 auf mindestens 10,8 Millionen Euro, womit er der höchstbezahlte deutsche Manager gewesen sei.
Er gilt als ein entschiedener Vertreter der Idee des Shareholder Value und ist für seine harten Management-Methoden bekannt, die Kritiker oft mit Ausdrücken wie Rambo- oder Wildwest-Stil charakterisieren. Im Gegensatz dazu stieg der Aktienkurs der DaimlerChrysler AG während seiner Amtszeit jedoch nur leicht von 30 auf 35 Euro, während die entsprechenden Indizes stark anstiegen.
Bis zum 30. Juni 2004 war Schrempp Aufsichtsratsmitglied bei der Allianz SE.

### Rückzug von DaimlerChrysler
Am 28. Juli 2005 gab Jürgen Schrempp überraschend bekannt, dass er zum 31. Dezember 2005 als Vorstandsvorsitzender ausscheiden werde. Sein Nachfolger wurde Dieter Zetsche. Schrempp erweckte den Eindruck, den Konzern nach erfolgreicher Führung zu verlassen. Angesichts der positiven Entwicklung sei er mit dem Aufsichtsrat übereingekommen, dass Ende 2005 der ideale Zeitpunkt für einen Wechsel in der Führung des Unternehmens gekommen sei. Auffällig ist jedoch die Tatsache, dass Schrempp ohne eine Abfindung seinen Posten räumte und die Mitteilung des Aufsichtsrates zu seinem Rücktritt keine besonderen Dankesworte enthielt, wie es bei Rücktritten sonst üblich ist. Ebenso ist die Tatsache bemerkenswert, dass Schrempp nicht in den Aufsichtsrat berufen wurde. Hierzu ist anzumerken, dass durch eine unbedachte und unbegründete Äußerung von Schrempp vor der Presse nachträglich 300 Millionen Dollar Entschädigung an die ehemaligen Chrysler-Aktionäre gezahlt werden mussten, wobei in einem von DaimlerChrysler gegen die Versicherung angestrengten Prozess nur 250 Millionen Dollar geborgen werden konnten. Dieses Urteil mit Streitgegenstand, ob ein versicherter Managementfehler vorliegt oder nicht, wurde kurz vor seinem Abgang gegen die Versicherung rechtskräftig, bestätigte aber indirekt auch Schrempps Fehler und damit 50 Millionen Dollar offene Rechnung.
Die Börse reagierte mit einem kräftigen Kursanstieg. Auch die Deutsche Schutzvereinigung für Wertpapierbesitz begrüßte den Rücktritt. Schrempp habe Milliardenwerte vernichtet. Der Aktienkurs sei entgegen der Philosophie des Shareholder Value – für die Schrempp stand – von 101 auf knapp 35 Euro gefallen. Neben vielen kleineren Pleiten, wie den Beteiligungen an Mitsubishi oder dem Smart, sei auch der von Schrempp angestrebte Umbau des Unternehmens von einem multinationalen zu einem weltumspannenden Konzern nicht gelungen.
Gegen den Schrempp-Biografen und kritischen Aktionärssprecher Jürgen Grässlin klagte Jürgen Schrempp vor dem Landgericht Hamburg und dem Hanseatischen Oberlandesgericht auf Unterlassung wegen dessen Kritik an der Art der Rücktrittsankündigung und der Geschäftspolitik. Am 22. September 2009 bestätigte der Bundesgerichtshof in seinem Urteil, dass es sich bei dem Interview am 28. Juli 2005 im SWR um eine freie Meinungsäußerung gehandelt habe (Az. VI ZR 19/08). Das Urteil des OLG, das Schrempp recht gegeben hatte, wurde damit aufgehoben.

### Tätigkeiten in Südafrika
Gegenwärtig ist Schrempp Honorargeneralkonsul der Republik Südafrika und Vorsitzender der Südliches Afrika Initiative der Deutschen Wirtschaft (SAFRI). Im Oktober 2006 wurde er von Staatsminister Alec Erwin persönlich zum Aufsichtsratsmitglied der nationalen südafrikanischen Fluggesellschaft South African Airways berufen.

## Persönliches
Schrempp ist seit 2000 mit seiner langjährigen Büroleiterin und Assistentin Lydia Deininger verheiratet. Er hat mit ihr eine gemeinsame Tochter und einen Sohn sowie bereits aus seiner ersten Ehe mit Renate Lutz zwei, inzwischen erwachsene und im Ausland lebende, Söhne.
Schrempp gilt als großer Freund Südafrikas, wo er eine Residenz besitzt. Eine weitere besitzt er in Kitzbühel.
Sein jüngerer Bruder Wolfgang Schrempp machte ebenfalls Karriere bei DaimlerChrysler – in nur wenigen Jahren stieg er, ursprünglich Berufsschulleiter, zum Managing Director der italienischen Konzerntochter DaimlerChrysler Italia auf und war seit 2006 für DaimlerChrysler Australia and Pacific verantwortlich. Zum 31. Dezember 2009 schied Wolfgang Schrempp aus Altersgründen aus dem Konzern aus.
Sein älterer Bruder Günter Schrempp arbeitete nach seinem Ausscheiden aus dem baden-württembergischen Landtag als Geschäftsführer des Internetanbieters ROL3, bei dem die debis – eine Tochtergesellschaft der DaimlerChrysler AG – Minderheitsaktionärin war. Er ist seit 2000 als Diplomingenieur selbstständiger Berater für Bau, Verkehr, Management und IT.
Am 4. April 2007 teilte DaimlerChrysler-Vorstandschef Dieter Zetsche auf Aktionärsfragen mit, dass „Frau Schrempp meines Wissens weiterhin als Büroleiterin für Jürgen Schrempp“ arbeite. Diese Aussage bestätige gemäß der  Süddeutschen Zeitung vom 7. Mai 2007 den Ruf des Konzerns „als größtes Familienunternehmen Deutschlands“, bei dem Schrempp in seiner Zeit als Vorstandschef Lydia Schrempp, geborene Deininger, in eine Position mit einem Mindesteinkommen von 200.000 € gebracht hatte. Im November 2007 wurde der Aufsichtsrat tätig und forderte vom Vorstandsvorsitzenden Dieter Zetsche die Klärung dieser Angelegenheit. Die Daimler AG teilte mit, dass Frau Schrempp die Firma aus persönlichen Gründen am 31. März 2008 verlasse.
Jürgen Schrempp war Teilnehmer und mitunter Lenkungsausschussmitglied der Bilderberg-Konferenzen 1997 in der Nähe von Atlanta (USA), 2004 in Italien und 2005 in Deutschland.
Jürgen Schrempp hat seinen Hauptwohnsitz im Münchner Süden.

## Ehrungen
- Honorarkonsul von Südafrika
- 1998: Manager des Jahres
- 1999: Orden vom Kreuz des Südens
- 1999: Großes Goldenes Ehrenzeichen mit dem Stern für Verdienste um die Republik Österreich[7]
- 1999: Mitglied der American Academy of Arts and Sciences
- 2000: Offizier der französischen Ehrenlegion
- 2000: Verdienstmedaille des Landes Baden-Württemberg
- 2003: Verleihung des Titels Professor durch den damaligen baden-württembergischen Ministerpräsidenten Erwin Teufel
- 2004: Bambi
- Bundesverdienstkreuz
- Bayerischer Verdienstorden
- Gregoriusorden
- Kommandeur des Nationalen Verdienstordens der französischen Republik